# Contea di Pacific
La contea di Pacific (in inglese Pacific County) è una contea dello Stato di Washington, negli Stati Uniti. La popolazione al censimento del 2000 era di 20 984 abitanti. Il capoluogo di contea è South Bend.

## Geografia
La contea si trova nel sud-ovest dello Stato e si affaccia sull'Oceano Pacifico. La contea si affaccia sulla baia di Willapa: a est si estende il continente, a ovest la penisola di Long Beach. Nella baia si trova anche Long Island. Il confine sud è costituito dal fiume Columbia. La zona costiera è caratterizzata da baie e pianura; la zona più interna, invece, è caratterizzata da boschi e foreste.
Lungo la costa della baia di Wllapa si trova la Riserva della tribù di Shoalwater Bay.

### Contee confinanti
- Contea di Grays Harbor - nord
- Contea di Lewis - est
- Contea di Wahkiakum - sud-est
- Contea di Clatsop (Oregon) - sud

## Storia
La contea fu creata nel 1851 dal Territorio dell'Oregon e deve il suo nome all'oceano. Nel 1853 divenne parte del Territorio di Washington con la sua creazione. L'area era abitata dalle tribù Chinook and Chehalis.

## Comuni

### Cities
- Ilwaco
- Long Beach
- Raymond
- South Bend (capoluogo)

### Census-designated places
- Bay Center
- Chinook
- Lebam
- Naselle
- Ocean Park
- Tokeland
- Willapa